# Nilonasa
Nilonasa o Nylonasa es el nombre común con que se conoce en el ámbito de la ciencia a una clase de enzimas que son capaces de catalizar la hidrólisis de oligómeros del ácido 6-aminohexanoico (Ahx). Estas enzimas pueden aislarse de varias especies bacterianas. El nombre científicamente correcto para estas enzimas es 6-aminohexanoato oligómero hidrolasas. Se cuentan entre las amidasas, que a su vez forman un subgrupo de las hidrolasas. Los sustratos de estas enzimas, los oligómeros del ácido 6-aminohexanoico, solo existen en la Tierra desde el año 1938. Aparecen como subproductos en la producción a gran escala de la poliamida 6 (perlon) y de esa forma ingresan al medio ambiente. 
De acuerdo al consenso científico actual, las bacterias dotadas de estas enzimas adquirieron la capacidad de digerir los subproductos de poliamida 6 a través de procesos evolutivos. Es por ello que para los biólogos evolutivos, la aparición de nilonasas en las bacterias es un excelente ejemplo de evolución observable.

## Poliamida 6
La poliamida 6 (PA6), también llamada nilón 6, y más conocida bajo la marca Perlon, fue producida por primera vez el 29 de enero de 1938 por el químico alemán Paul Schlack en los laboratorios del departamento de investigación de Aceta GmbH en Berlín-Lichtenberg. Para la síntesis de PA6, Schlack usó la ε-caprolactama que todavía se usa hoy en día como material de partida. La polimerización comienza con ácido 6-aminohexanoico (Ahx), que se forma a partir de ε-caprolactama y agua.
Después se hace reaccionar el ácido 6-aminohexanoico con una molécula de ε-caprolactama para formar un dímero, el N-(6-aminohexanoil)-6-aminohexanoato, (Ahx2).
Este dímero a su vez puede reaccionar con otra molécula ε-caprolactama para formar un trímero. La reacción de polimerización se extiende mediante la adición de otras moléculas de ε-caprolactama. La poliamida 6 consiste esencialmente en más de 100 unidades de ácido aminohexanoico enlazadas entre sí.

El 1,8-diazaciclotetradecano-2,9-diona, un dímero cíclico del ácido aminohexanoico, es uno de los subproductos de la producción de poliamida-6.

Sin embargo, la polimerización es un proceso en gran medida descontrolado que provoca una distribución relativamente amplia de pesos moleculares. Debido a esto, dentro de la estructura del polímero también aparecen compuestos de bajo peso molecular (oligómeros), tales como los dímeros (Ahx2), trímeros (Ahx3), etc., de ácido 6-aminohexanoico. La unión de tipo cabeza-cola también puede dar como resultado oligómeros cíclicos como la 1,8-diazaciclotetradecano-2,9-diona. Estos oligómeros son subproductos no deseados de la producción de poliamida-6.
Las aguas residuales de las plantas de producción de poliamida 6 contienen, además de ε-caprolactama y ácido 6-aminohexanoico, oligómeros lineales y cíclicos de la poliamida 6. La solubilidad de estos oligómeros lineales disminuye con el aumento de la longitud de la cadena. El trímero Ahx3 es soluble en agua en un 1.8%, mientras que el tetrámero Ahx4 lo es en 0.3% y el pentámero Ahx5 solo en 0.01%. El hexámero Ahx6 es casi insoluble en agua. Durante el proceso de producción, los oligómeros se separan con agua caliente del producto deseado y, por lo tanto, entran en las aguas residuales. A medida que el agua de lavado se enfría, la mayoría de los subproductos precipitan como sólidos. Dependiendo del control del proceso y del tamaño de la planta de producción, se producen entre 20 y 180 toneladas de oligómeros y ε-caprolactama por año. Estos residuos de producción a menudo se eliminan por entierro en vertederos. Desde el año 2010 se producen alrededor de 4 millones de toneladas de poliamida 6 en todo el mundo cada año.
Los microorganismos "nativos" no están capacitados para descomponer los subproductos de la industria de la poliamida-6. Ya que esencialmente, solo pueden escindir enlaces C-N peptídicos de α-aminoácidos con la ayuda de peptidasas. Los enlaces amida en posición ε aparecieron en el planeta tierra recién con los primeros experimentos de Schlack, o en el caso de la poliamida 6.6, desde el 28 de febrero de 1935, de la mano de Wallace Hume Carothers.

## Las nilonasas y las bacterias que las producen
En 1965, el japonés Takashi Fukumura aisló del agua residual de una operación productora de poliamida-6 de la empresa Toyo Rayon Co., Ltd. (ahora Toray) en Nagoya, once cepas bacterianas diferentes que pudieron crecer en un medio nutriente con 0.6% de ε-caprolactama. Una cepa bacteriana (Corynebacterium aurantiacum) también fue capaz de degradar varios oligómeros lineales y cíclicos del ácido 6-aminocaproico - con la excepción de dímero cíclico del ácido 6-aminohexanoico - Ver metabolismo.
Cuatro años después de Fukumura, otro grupo japonés del mismo entorno aisló una bacteria del género Pseudomonas que fue capaz de metabolizar oligómeros cíclicos del ácido 6-aminohexanoico. Un grupo de investigación dirigido por Hirosuke Okada aisló en 1974 a partir de lodos de aguas residuales a la cepa bacteriana KI72 de Flavobacterium sp., que es capaz de utilizar el dímero cíclico de ácido 6-aminohexanoico como única fuente de carbono y nitrógeno para prosperar, La cepa KF71 de flavobacterium aislada dos años antes por el mismo grupo no fue capaz de hacer esto. KI72 es capaz de metabolizar la ε-caprolactama, el ácido 6-aminohexanoico y el dímero cíclico Ahx, así como los dímeros hexaméricos lineales del ácido 6-aminohexanoico. De la bacteria, los investigadores aislaron dos enzimas, una de las cuales cataliza la hidrólisis del dímero cíclico del ácido 6-aminohexanoico a Ahx.2 La otra enzima cataliza la hidrólisis de los oligómeros lineales. La enzima que puede escindir el dímero cíclico del ácido 6-aminohexanoico ha sido probada por su capacidad hidrolítica sobre otros sustratos naturales. Sorprendentemente, no fue capaz de catalizar la hidrólisis de ninguno de los 50 dipéptidos y 16 tripéptidos con los que fue probada. En experimentos posteriores, el número de compuestos naturales con enlace amida, que no forman un sustrato para esta enzima, conocida como NylA, aumentó a más de 100. Tampoco para la enzima, que tiene como sustrato los oligómeros lineales, llamada hoy NylB,  se pudo encontrar un sustrato "natural".
El lisado celular obtenido de cultivos cuyo medio nutriente no contenía dímero cíclico no pudo catalizar la hidrólisis del dímero cíclico. A diferencia del lisado celular obtenido de los cultivos con dímero cíclico como medio nutriente. Okada y sus coautores concluyeron de este comportamiento que la hidrolasa del dímero del ácido 6-aminohexanoico es una enzima de expresión inducible , lo que implica que la concentración de la enzima aumenta por la presencia de un inductor, en este caso el dímero cíclico.
Hay dos posibles razones por las cuales una enzima presenta actividad contra un sustrato no natural. En el primer caso, más simple, el sustrato no natural es un análogo estructural al sustrato natural. En el segundo caso, la catálisis se logra mediante una enzima desarrollada evolutivamente que ha perdido su actividad original frente a un sustrato natural a través de una mutación. Dado que Okada y sus coautores no encontraron sustrato natural para la hidrolasa del dímero del ácido 6-aminohexanoico en sus experimentos y esta enzima comparada con otras hidrolasas de amidas cíclicas, como la penicilinasa (> 35 s -1 ), presenta una constante catalítica comparativamente baja k cat (8 s -1 ), concluyeron que la hidrolasa del dímero del ácido 6-aminohexanoico probablemente se formó por adaptación evolutiva.
En 1992, Seiji Negoro y otros colegas del grupo de investigación de Okada aislaron una tercera enzima, ahora llamada NylC, de esta cepa bacteriana. NylC es una endohidrolasa, lo que significa que la enzima cataliza la hidrólisis en el interior (en griego ἔνδον endon , "dentro") de la cadena del oligómero. No tiene actividad contra el dímero cíclico, sino contra el tetrámero y el pentámero cíclicos. NylC tampoco mostró actividad contra los enlaces amida "naturales".
Un total de tres enzimas son responsables de la degradación de los oligómeros del ácido 6-aminohexanoico:
- Hidrolasa del dímero cíclico del ácido 6-aminohexanoico (NylA)[14] EC 3.5.2.12
- Hidrolasa del dímero del ácido 6-aminohexanoico (NylB)[17] EC 3.5.1.46
- Endohidrolasa del oligómero del 6-aminohexanoato (NylC)[18] EC 3.5.1.117

Comparación de las propiedades de las tres enzimas degradantes de la poliamida 6 de Flavobacterium sp. KI72:

Representación esquemática de la degradación de los oligómeros de poliamida 6 por las tres nilonasas.

| Características                   | Enzima | Enzima  | Enzima  |
| Gen                               | nylA   | nylB    | nylC    |
| --------------------------------- | ------ | ------- | ------- |
| Masa molar                        | 52 kDa | 42 kDa  | 37 kDa  |
| Número de aminoácidos             | 493    | 392     | 355     |
| pH óptimo                         | 7,4    | 9,0     | 7,0     |
| Temperatura óptima                | 34 °C  | 40 °C   | 42 °C   |
|                                   |        |         |         |
| Actividad específica contra:      |        |         |         |
| Ahx2 (Dímeros lineales)           | <0,001 | 0,94    | 0,00044 |
| Ahx3 (Trímeros lineales)          | <0,001 | 0,75    | 0,11    |
| Ahx4 (Tetrámeros lineales)        | <0,001 | 0,57    | 0,42    |
| Ahx5 (Pentámeros lineales)        | <0,001 | 0,24    | 0,47    |
| cyclo(Ahx)2 (Dímeros cíclicos)    | 2,8    | <0,0001 | <0,0001 |
| cyclo(Ahx)4 (Tetrámeros cíclicos) | <0,001 | <0,0001 | 0,36    |
| ε-Caprolactama                    | <0,001 | <0,0001 | <0,0001 |

Los valores de actividad se obtuvieron a una concentración de sustrato de 1 mM y se dan en moles de NH2 por minuto y mg de proteína purificada (U/mg). Los valores verdes indican una actividad significativa hacia el sustrato respectivo.

### NylA

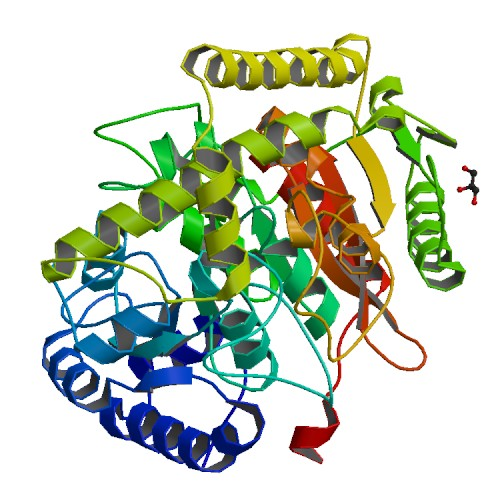
Modelo de cintas de la NylA.

La hidrolasa del dímero cíclico del ácido 6-aminohexanoico (NylA) cataliza específicamente la hidrólisis de uno de los dos enlaces amida equivalentes en el 1,8-diazaciclotetradecano-2,9-diona, el dímero cíclico del ácido 6-aminohexanoico. Esta reacción da como producto N-(6-aminohexanoil)-6-aminohexanoato, el dímero lineal del ácido 6-aminohexanoico. NylA es parte de la familia con firma amidasa. Los miembros de esta familia de más de 200 enzimas tienen una secuencia conservada de 160 aminoácidos, la firma de la amidasa. Frente a otros oligómeros de poliamida 6, NylA prácticamente no muestra actividad.

### NylB

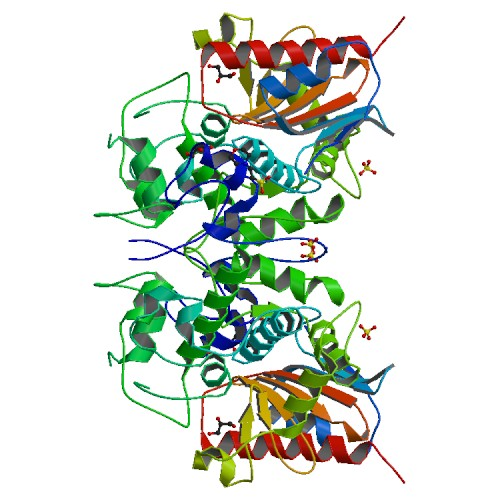
Modelo de cintas de la NylB con la mutación D370Y-Mutation

La hidrolasa del dímero del ácido 6-aminohexanoico (NylB) tiene en su centro activo la tríada catalítica Ser 112/ Lys 115/Tyr 215 y un agujero de oxianión. La tríada catalítica es similar a la de otras serina hidrolasas bacterianas, tales como la D-alanina transpeptidasa, carboxilesterasa 2 (ESTB) y serina β-lactamasas clase C. Sin embargo, una diferencia clave es el aminoácido tirosina en la posición 170 (Tyr170), que no se encuentra en ninguna otra serina β-lactamasa. Tyr170, a través de su interacción con la tríada catalítica, juega un papel importante en la capacidad de NylB para catalizar la hidrólisis de Ahx2. La unión del sustrato en la enzima aumenta con Tyr170. Además, al interferir un estado de transición tetraédrico, Tyr170 promueve un cambio conformacional en el sustrato favorable para su protonación por Tyr215 de la tríada catalítica. Si la tirosina en la posición 170 se reemplaza por fenilalanina, estéricamente muy similar (Tyr170Phe), la actividad de NylB cae un 1.4% en comparación con Ahx2.
La actividad de NylB sobre oligómeros lineales de poliamida 6 disminuye significativamente al aumentar la longitud de la cadena. Con el hexámero (Ahx6) la actividad es solo el 8% del valor del dímero (Ahx2), en el caso del eicosámero (Ahx20) el valor cae al 0.3%.
Al igual que otras serina proteasas, NylB también exhibe propiedades de esterasa y es capaz de catalizar la hidrólisis de varios ésteres de ácido carboxílico.

### NylB'
Existe un homólogo de NylB llamado NylB '. Ambas enzimas constan de 392 aminoácidos, pero difieren en 46 posiciones. NylB' tiene solo alrededor del 0,5% de la actividad de NylB. En 2009, un grupo de investigación japonés pudo demostrar por medio del diseño molecular que las propiedades catalíticas de NylB' pueden incrementarse en un factor de 160 a través del intercambio dirigido de tres aminoácidos.

### NylC

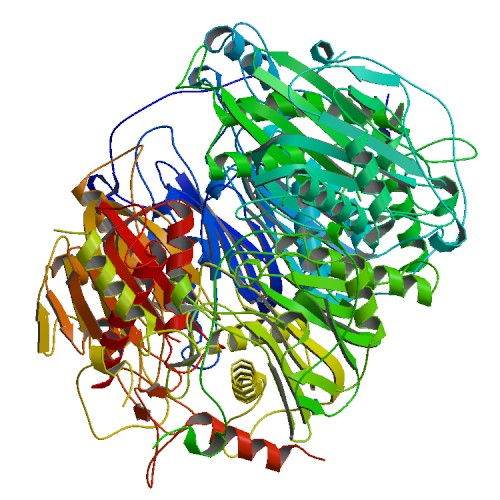
Modelo de cintas de la NylC

La endohidrolasa de oligómeros del 6-aminohexanoato (NylC) cataliza la hidrólisis de oligómeros lineales y cíclicos de poliamida 6 que poseen más de tres unidades de ácido 6-aminohexanoico. La actividad hacia los dímeros de ácido 6-aminohexanoico lineales y cíclicos es muy baja. La enzima se aisló, entre otros, de cultivos de Arthrobacter (NylCp2 ), Agromyces (NylCA) y Kocuria (NylCK). NylCA y NylCK difieren entre 5 a 15 sustituciones de aminoácidos de NylCp2 y por 10 a 20 K en estabilidad térmica, En solución acuosa, NylC forma oligómeros con una masa molar promedio de aproximadamente 93 kDa. Los análisis de la estructura de rayos X también sugieren una estructura dimérica o trimérica.

### Evolución en laboratorio

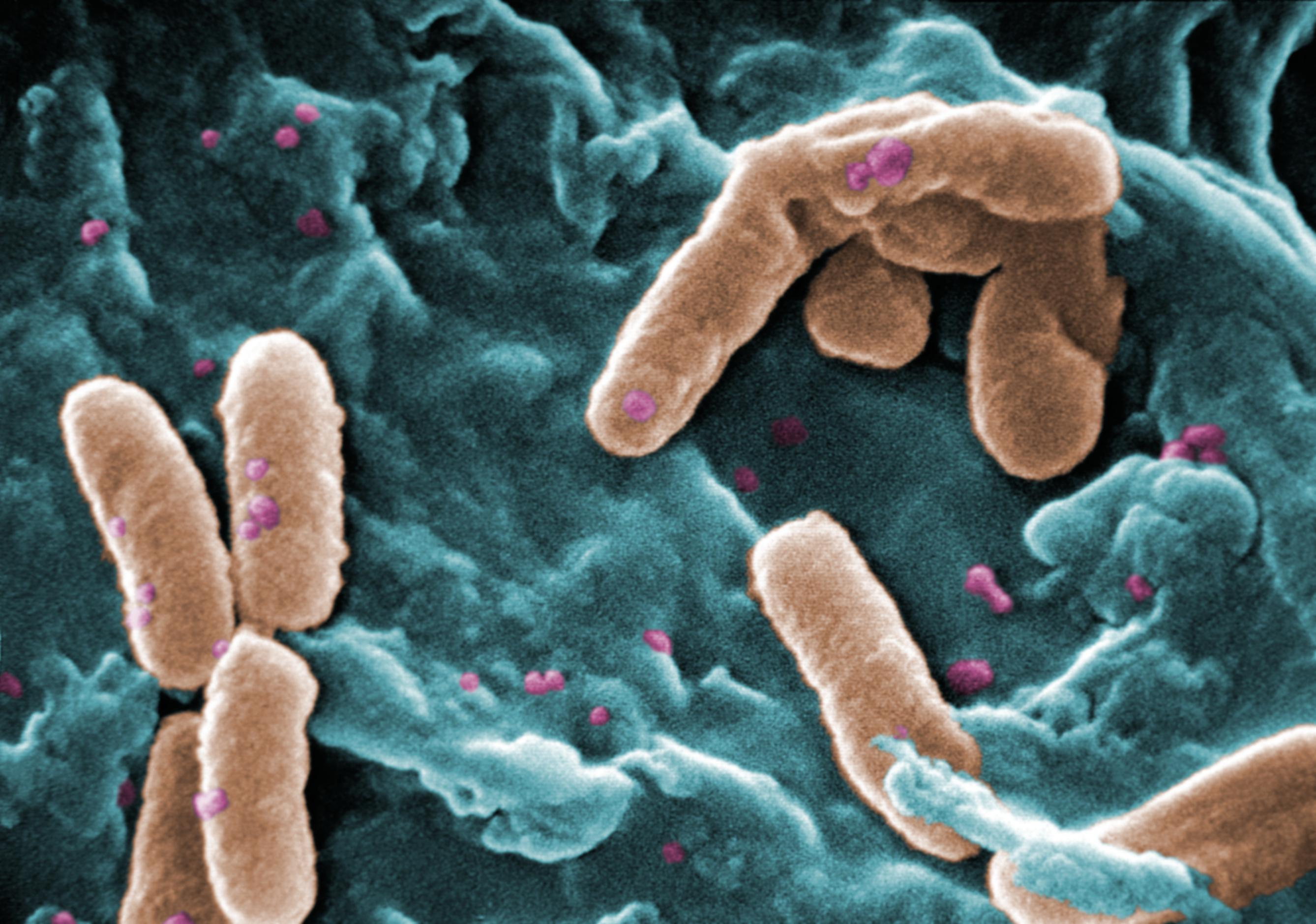
Pseudomonas aeruginosa (coloreada contra un fondo azul) fotomicrografía en microscopio electrónico de barrido

La cepa bacteriana de Pseudomonas aeruginosa PAO, que fue aislada originalmente en Nueva Zelanda, está bien caracterizada tanto bioquímica como genéticamente y es la cepa estándar de esta especie bacteriana. Pseudomonas aeruginosa PAO no muestra actividad contra el dímero lineal Ahx2, así como tampoco contra otros subproductos de la producción de poliamida 6. En 1995, un grupo de trabajo de la Universidad de Osaka cultivó Pseudomonas aeruginosa PAO en el medio mínimo M9, preparado para el experimento con 2 g/l de glucosa y 1 g/l de cloruro de amonio. Varias diluciones de esta colonia se repicaron en cápsulas de cultivo, una de ellas conteniendo Ahx2 en una concentración de 2 g/l como única fuente de carbono y nitrógeno. Los oligómeros de poliamida 6 no son tóxicos para este tipo de bacterias. Después de nueve días de incubación a 30 °C, las cápsulas presentaron colonias de crecimiento rápido con una frecuencia de 10-3. Las bacterias de estas colonias habían adquirido la capacidad de utilizar el dímero lineal del ácido 6-aminohexanoico como nutriente durante este tiempo. Una de estas colonias, llamada PAO5502, pudo metabolizar el dímero cíclico del ácido 6-aminohexanoico después de 3 meses de incubación. La tasa de crecimiento fue de 0.1 h -1 en el medio con dímero lineal y 0.03 h -1 en el medio con dímero cíclico. En un primer paso, PAO5502 hidroliza el dímero cíclico para formar el dímero lineal y en un segundo paso degrada al dímero lineal en dos moléculas de ácido 6-aminohexanoico.
Privando a las colonias bacterianas de algunos nutrientes, la tasa de mutación puede incrementarse por factores del orden de 10,000. Dado que estas condiciones estaban presentes cuando se incubó Pseudomonas aeruginosa, se consideró que esta condición desempeñó un factor clave en la rápida adquisición de las nuevas capacidades de Pseudomonas aeruginosa.

### ε-caprolactama como sustrato
En 1998, se aisló del lodo activado de una planta de tratamiento de aguas residuales de una empresa productora de poliamida 6 una cepa bacteriana capaz de degradar la ε-caprolactama: Pseudomonas aeruginosa MCM B-407. En 2002, esta propiedad también se detectó en cepas de Alcaligenes faecalis , Arthrobacter citrus, Bacillus sphaericus y Rhodococcus rhodochrous. La cepa Alcaligenes faecalis G crece a concentraciones de hasta 15 g de ε-caprolactama por litro y la reduce en un 95 a 97% entre las 24 y las 48 horas. Para una degradación eficiente, requiere sales nutritivas de magnesio y Iones de potasio y fosfato. En Proteus sp. y Bordetella sp., que fueron aisladas de vertederos en la ciudad de Lagos (Nigeria) en 2013, se midieron tasas similares de degradación. Las grandes cantidades de ε-caprolactama en las aguas residuales de las plantas de producción de poliamda-6 ejercen una presión considerable sobre el medio ambiente. Por lo tanto, las cepas bacterianas degradantes de ε-caprolactama son de particular importancia en el tratamiento de tales efluentes.

## Origen de las enzimas

Representación esquemática de la estructura del plásmido pOAD2, que se encuentra en la cepa de Flavobacterium sp. KI72

Luego del descubrimiento de las nilonasas, la pregunta inmediata siguiente fue de dónde provenían estas enzimas. Después de todo Flavobacterium sp. KI72 solo ha podido aprovechar los oligómeros de ácido 6-aminohexanoico durante aproximadamente 30 años, y no se han encontrado otros sustratos naturales para estas enzimas.
Flavobacterium sp. KI72 tiene tres tipos de plásmidos: pOPAD1, pOAD2 y pOAD3. Los plásmidos son moléculas de ADN bicatenario pequeñas, en su mayoría circulares, que no pertenecen al cromosoma bacteriano. Las tres enzimas degradantes de la poliamida 6 se producen en el plásmido pOAD2. Este plásmido consta de 45.519 pares de bases, de los cuales la guanina y la citosina constituyen aproximadamente dos tercios. El plásmido contiene los cuatro genes nylA , nylB , nylC y nylB', y cinco repeticiones de la secuencia de inserción IS 6100, La secuencia de pOAD2 tiene una similitud significativa con la de los genes de penDE (isopenicilina-N-aciltransferasa), rep ( incompatibilidad de plásmidos ), ftsX ( sensible a la temperatura de filamentación ) y oppA-F ( ATPasa transportadora de oligopéptidos ).
Susumu Ohno postuló en 1984 que la nilonasa B apareció por duplicación génica y un posterior cambio de marco de lectura. La única fuente de la proteína es un marco de lectura abierto no utilizado presente en la secuencia de codificación existente. Es probable que solo las secuencias que comienzan con múltiples repeticiones puedan presentar marcos de lectura abiertos largos y divergentes. A partir de la secuencia de bases de NylB en el plásmido pOAD2 de Flavobacterium sp. K172 concluyó que el producto del gen de 392 aminoácidos(NylB) proviene de otro marco de lectura abierto preexistente que codifica originalmente una proteína rica en arginina de 472 aminoácidos. Incluso el americano Kenneth Miller en su libro "Solo una teoría", publicado en 2008 asume que un desplazamiento del marco de lectura de un gen fue el origen de las nilonasas. Acerca de esta mutación y la posterior selección, la utilización de oligómeros de poliamida 6 representó una ventaja para aquellas cepas que pudieron degradar los oligómeros de poliamida 6. Dado que las actividades de las nilonasas son comparativamente bajas, supone que el proceso evolutivo de estas enzimas todavía se encuentra en desarrollo. Los cambios de marco son una fuente bacteriana radical y relativamente común de genes con nuevas propiedades. Incluso en el genoma humano se han detectado 470 eventos de cambio de marco, resultando en proteínas con propiedades novedosas.
Los resultados de un grupo de trabajo dirigido por Seiji Negoro de la Universidad de la Prefectura de Hyōgo conducen a un resultado diferente al de las especulaciones sobre un cambio de marco . Mediante el análisis de rayos X de NylB, concluye que esta enzima tiene su origen en una esterasa con plegamiento de β-lactamasa.

## Nilonasa y creacionismo
Los creacionistas, como John N. Moore de la Creation Research Society, creen que las mutaciones genéticas no son capaces de producir nuevas características en un organismo. En su opinión, las mutaciones genéticas solo causan cambios de características ya existentes o conocidas. Incluso según William Dembski, un representante del diseño inteligente, la complejidad de las proteínas es demasiado alta para que se incluya nueva información en el genoma a través del proceso de mutación y selección. Por lo tanto, las mutaciones solo producirían variedades de características ya existentes, pero no nuevas características. Las nuevas características de un organismo pueden explicarse en la cosmovisión de los representantes de diseño inteligente solo por un diseñador inteligente ("Dios") y no por un proceso contradictorio de evolución, con sus herramientas de mutación y selección.
Esto se encuentra en un marcado contraste con la visión de la mayoría de los biólogos evolutivos, que sostienen que las mutaciones pueden conducir a nuevas propiedades, ventajosas en algunos casos y que estas características se pueden heredar a las generaciones subsiguientes.  Para ellos las capacidades adquiridas a través de mutaciones de diferentes especies bacterianas que las capacitan para emplear sustancias "no naturales" como nutrientes, tales como los oligómeros de poliamida 6; es un excelente ejemplo de evolución observable, similar al experimento a largo plazo llevado a cabo por Richard Lenski sobre E. coli. Como resultado, hubo una controversia sobre las nilonasas entre los biólogos evolutivos y los representantes de Diseño inteligente. Según los representantes del diseño inteligente, la capacidad de metabolizar oligómeros de poliamida 6 "no es información nueva".